# 大規模小売店舗法
大規模小売店舗における小売業の事業活動の調整に関する法律（だいきぼこうりてんぽにおけるこうりぎょうのじぎょうかつどうのちょうせいにかんするほうりつ、昭和48年10月1日法律第109号）は、大規模小売店舗の商業活動の調整を行なう仕組みを定めた日本の法律である。略称大店法（だいてんほう、俗におおだなほうとも）。
2000年（平成12年）6月1日に廃止され、同日より大規模小売店舗立地法が施行された。

## 概要
1973年（昭和48年）10月1日に制定され、翌1974年（昭和49年）3月1日に施行された、「消費者の利益の保護に配慮しつつ、大規模小売店舗の事業活動を調整することにより、その周辺の中小小売業者の事業活動の機会を適正に保護し、小売業の正常な発展を図ることを目的」とした法律。
百貨店、量販店などといった大型店の出店に際して、この法律に基づき「大規模小売店舗審議会」（大店審）が審査を行う（いわゆる「出店調整」）仕組みを定めている。この法律で調整できるのは開店日、店舗面積、閉店時刻、休業日数の4項目（いわゆる調整4項目）に限られるが、特に問題とされ紛争となったのは「店舗面積」である。
対象となる大型店には2つの区分が設けられた。
- 第一種大規模小売店：店舗面積3,000平方メートル[2]以上（特別区・政令指定都市は、6,000平方メートル[3]以上）
- 第二種大規模小売店：店舗面積500平方メートル以上

この店舗面積規制を逃れるために、各地でロードサイド店舗を500 m2未満の店舗面積で進出する例が見られた。地方公共団体の中には大店法の調整対象とならない500 m2未満の進出を規制する「上乗せ規制」を行うところも出てきて、これもまた問題となった。
なお、この大規模小売店舗法はそれまであった第二次の百貨店法を廃止して誕生したものである。旧百貨店法は、床面積の合計が1,500 m2以上の営業を行う店舗を規制対象としていた。ところがこの規制を逃れるため、階毎に別の会社で運営する形の大型店（擬似百貨店）が各地に出現し、問題となった。そこで、大規模小売店舗法を制定して、建物を対象とした規制を導入し、企業を対象にした百貨店法の規制を廃止したのである。

## 規制の緩和から廃止へ
この法律は釧路商工会議所からの提案で法制化された。本来、この法律は地域小売商業者を保護するためのものではなく消費者の利益と中小小売店の利益のバランスを目ざしたものであった。しかしながらこの法律に基づく出店調整においては地元の商工会議所（または商工会）の意見を聴くことが定められ、それに沿って調整が進められた。この商工会議所の意見を定めるための調査審議機関が、商業活動調整協議会（商調協）である。
商調協は商業関係者、消費者、そして中立の立場に立つ学識経験者の三者によって構成され三者の一致によって審議を進める方法がとられた。商業関係者は地元商業者の代表であり、既存の中小零細商業者で構成される商店街組織の代表や既存大型店の代表も含まれる。このため商調協は、既存の商店主や、既に進出済みの大型店に対し、出店に反対するという一種の既得権を与えることになった。
このように、既存の商店街や大型店の既得権益の擁護にもつながる運用が可能であることから、大店法は運用面で様々な問題が生じたほか、法規制を回避するためにコンビニエンスストアなどいった、小型店舗の展開が急速に進む遠因にもなった。店舗網の拡大を目ざす流通業界からは、改善を求める声が出されていた。
この法律を改正し、さらに廃止に追い込んだのは、日本国内の大手流通企業ではなく、日本市場の開放を求めるアメリカ合衆国連邦政府の「外圧」であった。日米の貿易格差を縮小する目的で行われた日米構造協議において、1990年（平成2年）2月にアメリカ合衆国が「大規模小売店舗法（大店法）は非関税障壁で、地方公共団体の上乗せ規制条例を含めて撤廃すべきだ」と要求し、この問題が焦点のひとつとなった。
当時、設立されたばかりの日米合弁会社である日本トイザらスが、日本進出第1号店として新潟市への出店を計画していたが、大型店の出店に反対する地元商店街の意向を受け、事実上の大型店出店凍結により進出の見通しが全く立たないままであった。4月に入ると、アメリカ合衆国は「法律があろうとなかろうと、アメリカ合衆国の企業が日本で店を開くことができるようになるのであれば、構わないという見方もある」と、柔軟な態度を示した。
この結果、4月に発表された日米構造協議の中間報告で、日本国政府は「現行大店法の枠組みの中で、法律上実施可能な最大限の措置である、下記の運用適正化措置を実施する」として、出店調整処理期間の短縮や出店調整手続き・機関の明確化・透明化、地方公共団体の独自規制の抑制が合意された。合意を受け、翌1991年に行われた大規模小売店舗法の改正で、これまで商工会議所（商工会）に置かれて、大型店の出店を扱っていた商業活動調整協議会（商調協）が廃止されることとなった。これ以降、大店法の運用は大幅に緩和され、各地で大規模なショッピングセンターの進出が進むこととなる。
その後、1995年（平成7年）に入ると、今度はコダックが「日本だけ市場占有率が低いのは、富士フイルムが排他的な市場慣行を利用しているためであり、大店法もそのひとつだ」と問題にした、いわゆる『日米フィルム紛争』が始まった。この問題は二国間交渉では決着せず、1996年に世界貿易機関（WTO）に持ち込まれ、紛争処理小委員会（パネル）が設置された。
WTOパネルは、1998年（平成10年）1月に日本国政府の主張をほぼ全面的に認めて、アメリカ合衆国連邦政府の訴えを退ける最終報告を行った。このように日米フィルム紛争は日本側の勝利に終わったものの、その過程において、大店法にWTO違反の「疑い」があることは否定できないことも明らかとなった。そこで日本国政府は、大店法を廃止する方針を定め、問題はそれに伴って危惧される、商店街の衰退をどの様にして防ぐかという点に移った。
こうして、1998年の第142回国会において、大型店を規制する考え方から転換し、大型店と地域社会との融和の促進を図ることを目的とし、店舗面積等の量的な調整は行わない「大規模小売店舗立地法」（大店立地法）が成立し、この新法により「大店法」は廃止されることとなった。同時に中心市街地の空洞化を食い止めるため、新たに「中心市街地活性化法」が制定され、都市計画の面からも規制を強化しようと「都市計画法」が一部改正された。
これら3つの立法は相互に関連しているので、第142回国会では、大規模小売店舗立地法、中心市街地活性化法と改正都市計画法の3法がまとめて「まちづくり3法」と呼ばれた。これら3法のうち、中心市街地活性化法と改正都市計画法は、速やかに施行された一方、大規模小売店舗立地法は「大型店進出に対する、中心市街地の体力が強化されるのを待つ必要がある」として、2年後の2000年（平成12年）6月1日に施行されており、この時点で大店法も廃止された。

## ギャラリー

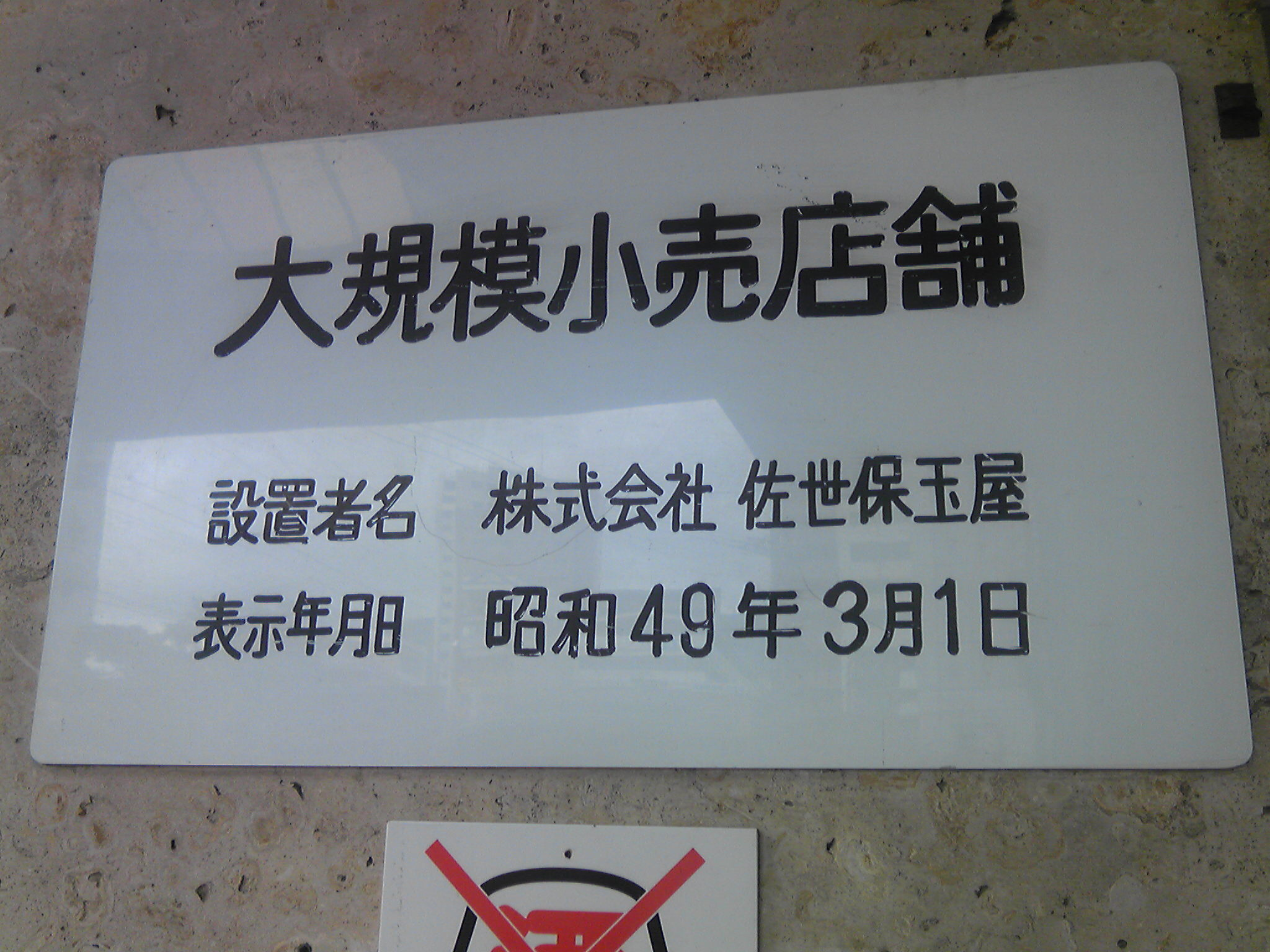
大規模小売店舗の表示板の例 長崎県佐世保市にある佐世保玉屋
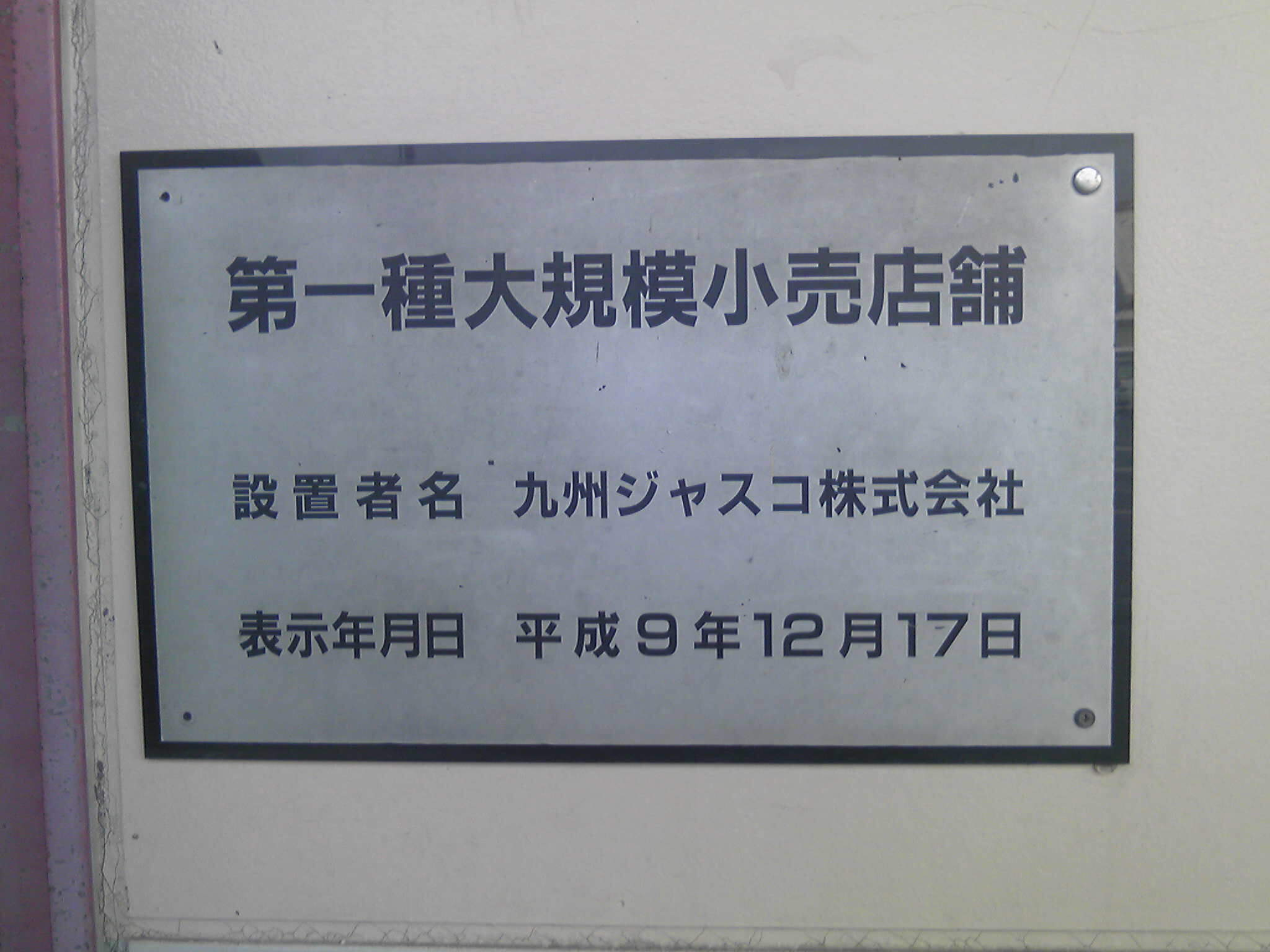
第一種大規模小売店舗の表示板の例 福岡県久留米市にあるイオンタウン田主丸ショッピングプラザ
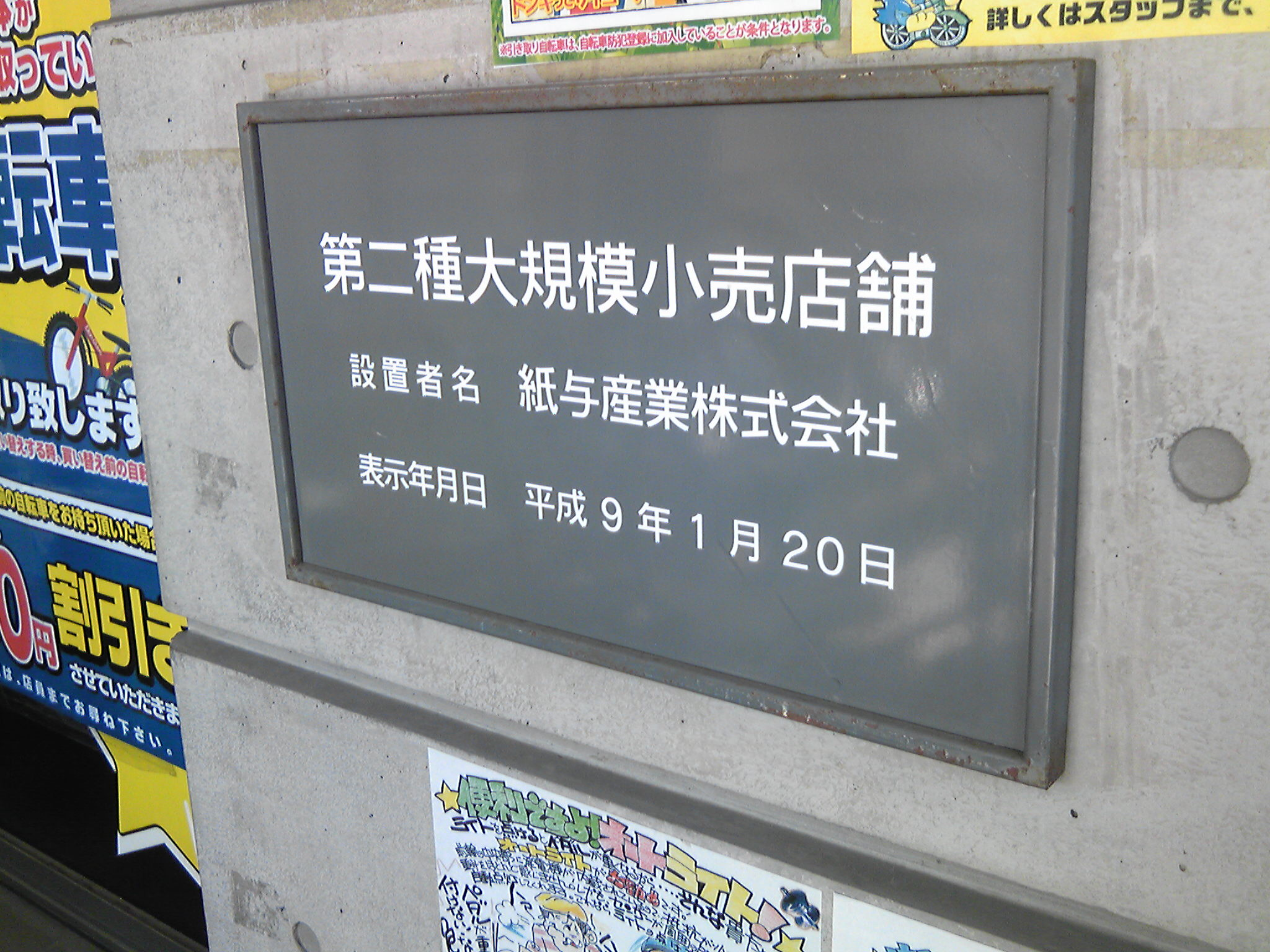
第二種大規模小売店舗の表示板の例 福岡県福岡市早良区にある紙与西新ビル